# Джеймс (приток на Мисури)
Джеймс (на английски: James River) е река в северната част на САЩ, в щатите Северна Дакота и Южна Дакота, най-дългия ляв приток на Мисури. Дължината ѝ е 1143 km, а площта на водосборния басейн – 53 491 km².
Река Джеймс води началото си на 580 m н.в. от платото Мисури, съставна част на Големите равнини, в окръг Уелс, в централната част на Северна Дакота. В най-горното си течение тече на север и запад, а след град Ню Рокфорд завива на юг и запазва това направление до устието си. Почти по цялото си протежение тече покрай източното стъпало на Големите равнини, на границата с Централните равнини в много широка и плитка долина с бавно и спокойно течение. Влива се отляво в река Мисури, на 350 m н.в., на 7 km югоизточно от град Янктон, в югоизточната част на щата Южна Дакота.
Река Джеймс има дълъг и тесен водосборен басейн, който на изток и запад граничи с водосборните басейни на река Биг Сиукс Ривър и други по-малки леви притоци на Мисури, а на север и североизток – с водосборния басейн на река Северна Ред Ривър (от басейна на залива Хъдсън). Притоците ѝ са малки, къси и маловодни.
Река Джеймс има кратковременно пролетно пълноводие и ясно изразено лятно маловодие, с епизодични, но разрушителни летни прииждания в резултат от поройни дъждове в басейна ѝ. Средният годишен отток при град Скотланд, Южна Дакота е 18,3 m³/s, минималният – 0 m³/s, максималният – 830 m³/s.
Голяма част отводите ѝ през лятото се отклоняват за напояване. По течението ѝ са разположени градовете: Ню Рокфорд, Джеймстаун, ЛаМор (в Северна Дакота), Хюрън, Мичел (в Южна Дакота).